# Język araki
Język araki – prawie wymarły język austronezyjski z grupy języków oceanicznych, używany pierwotnie przez mieszkańców wyspy Araki, należącej do państwa Vanuatu. Według danych serwisu Ethnologue posługuje się nim 8 osób. Jest wypierany przez język tangoa z sąsiedniej wyspy Tangoa.
Sporządzono opis jego gramatyki i słownik, opracowano także zbiór tekstów. Jest zapisywany alfabetem łacińskim, aczkolwiek w ograniczonym zakresie.